# Vexier

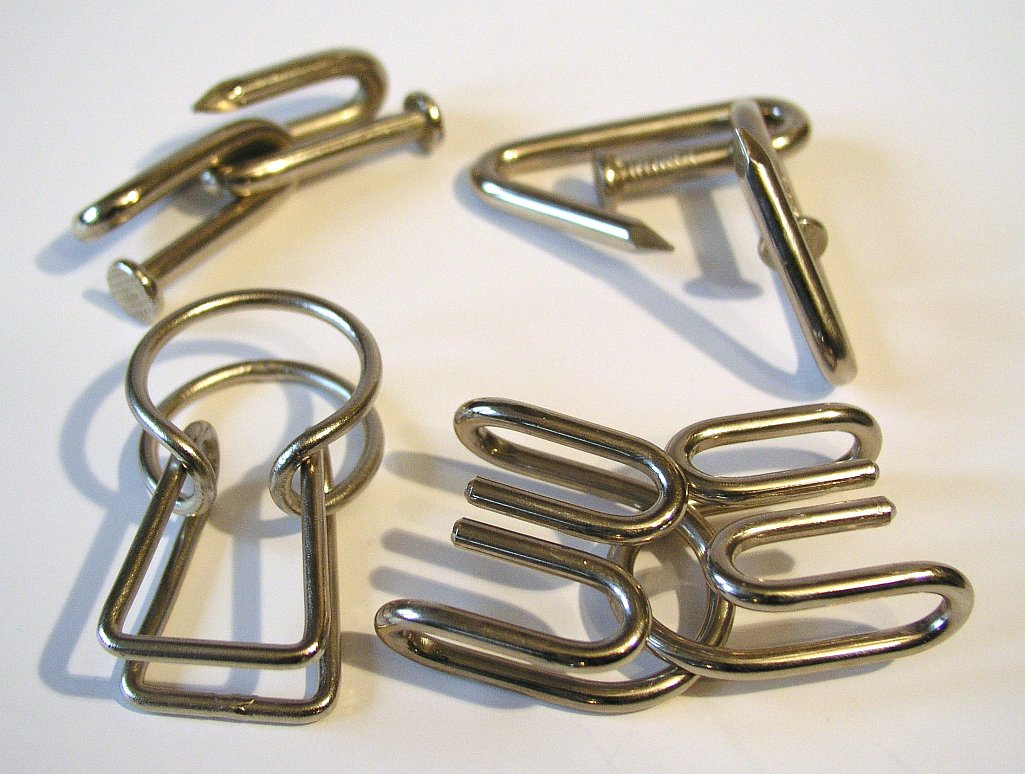
Drahtvexiere

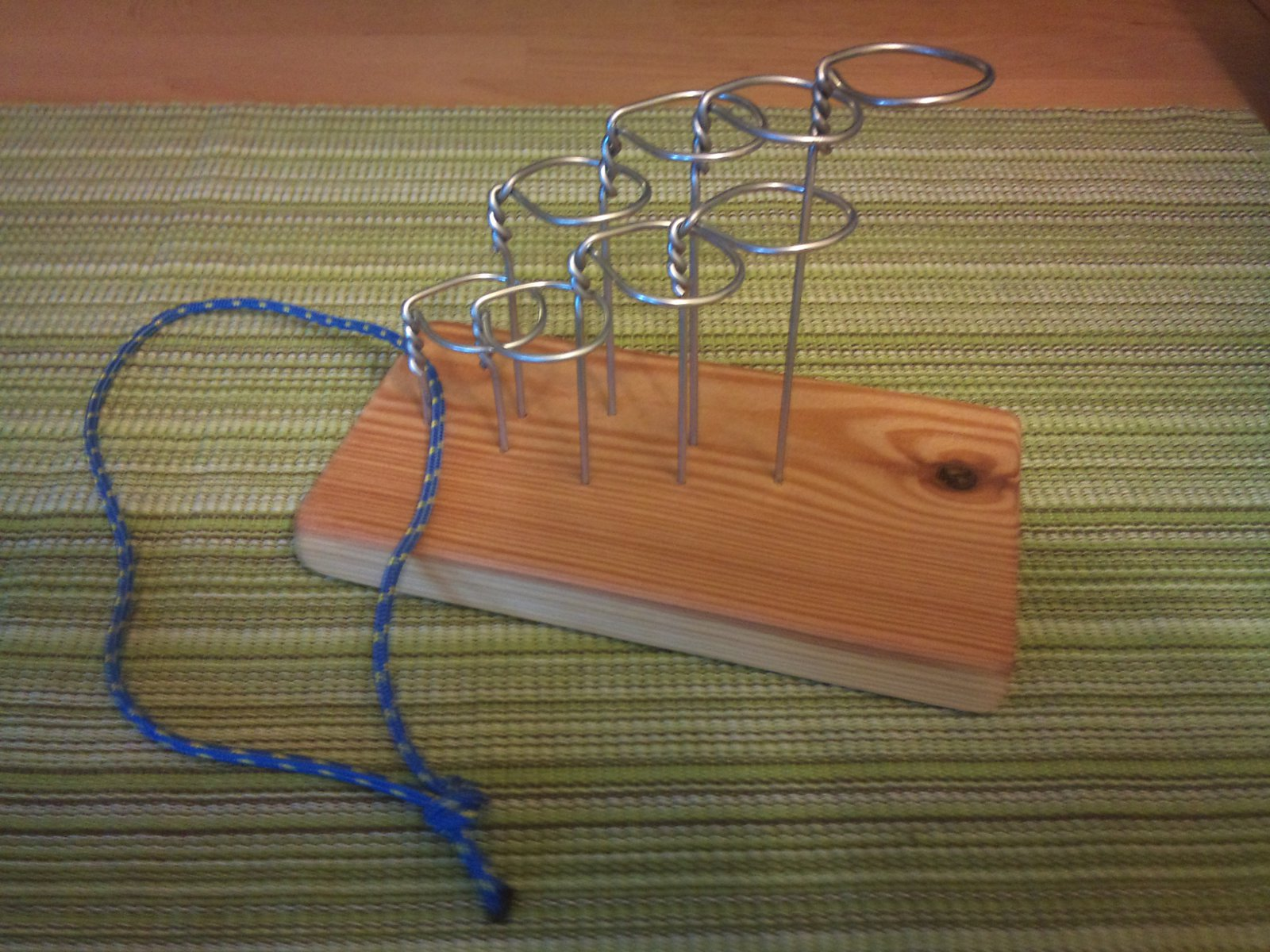
Ein anspruchsvolles Schnur-Entwirrspiel, siehe Chinesische Ringe

Vexiere (lateinisch vexare ‚plagen, quälen‘) sind Geduldspiele mit der Aufgabe, einen Teil abzunehmen oder anzubauen, also etwas zu entwirren oder sinnvoll zusammenzusetzen. Es gibt Vexiere aus verschiedensten Materialien, z. B. aus gebogenen Drähten, Schnüren oder Holzkugeln.

## Geschichte
Die Spiele hatten ihre erste weite Verbreitung gegen Ende des 19. Jahrhunderts mit dem allgemeinen Puzzle-Wahn. Eine große Anzahl von auch heute noch bekannten Vexieren haben ihren Ursprung in dieser Zeit.
Zuvor waren Vexiere allgemein in der Schlosserkunst bekannt. Hauptsächlich, um Sicherheitsschlösser noch sicherer zu machen, waren Vorrichtungen eingebaut, die in eine nur dem Besitzer bekannte bestimmte Stellung gebracht werden mussten, um dann das eigentliche Schloss freizulegen. Sie wurden Vexierschlösser genannt.
Sowohl in der Literaturwissenschaft als auch in der Filmkritik wird der Begriff Vexier auch als eine Bezeichnung für komplizierte intellektuelle Rätsel wie beispielsweise in den Filmen Letztes Jahr in Marienbad (hier speziell auch das Marienbad) oder Der Kontrakt des Zeichners gesehen.

## Variationen
Eine andere Art von Vexieren sind Ringpuzzles, zu denen auch die Chinesischen Ringe gehören. Bei diesen Spielen muss eine längliche Drahtschlaufe von einem Geflecht von Ringen und Drähten gelöst werden. Die Anzahl der dafür notwendigen Schritte ist oft exponentiell zur Anzahl der Schlaufen.

## Beispiel

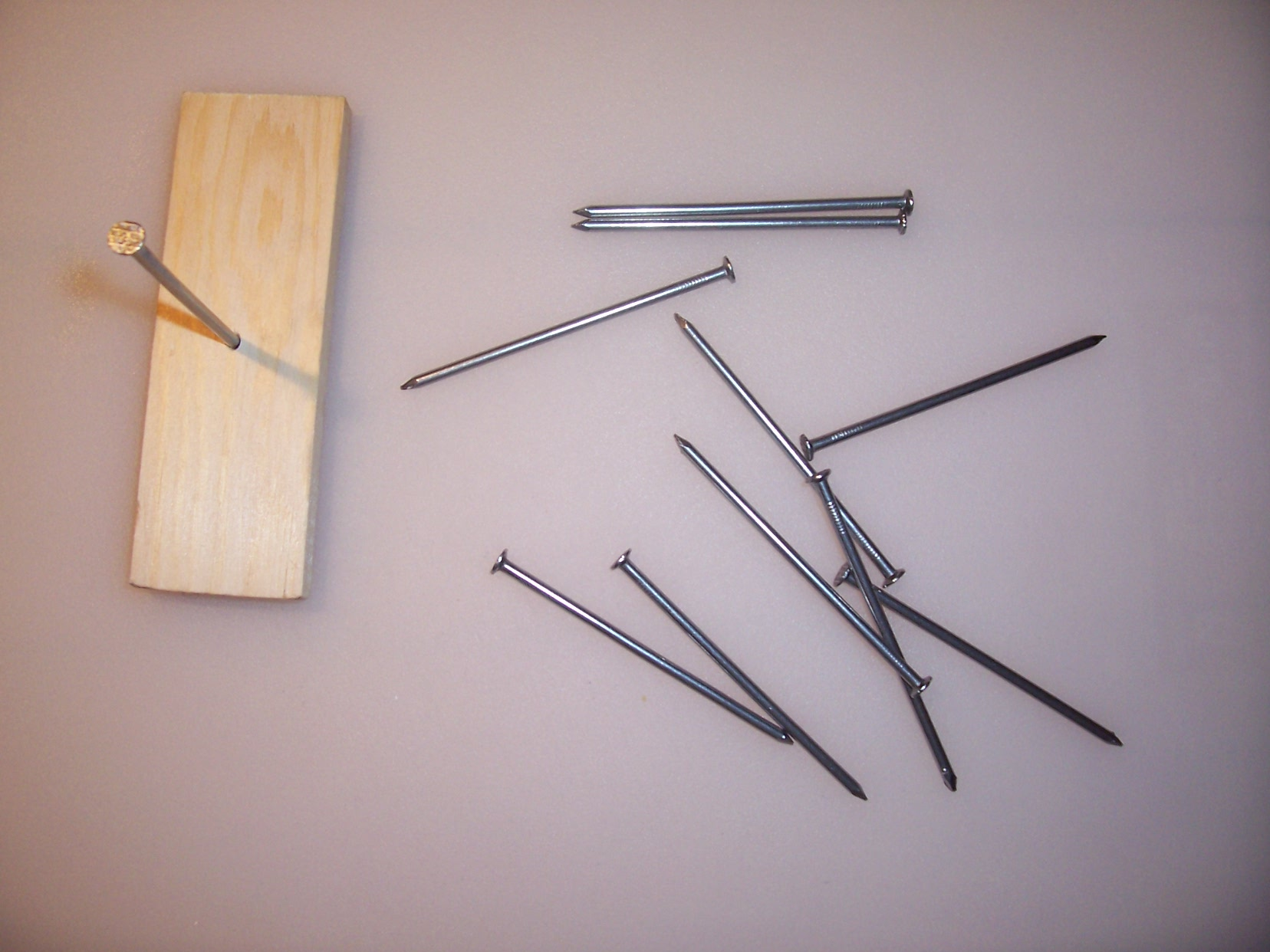
Ausgangslage zum Beispielvexier

Ein bekanntes Vexier ist das teilweise unter der Bezeichnung Berchtesgadener Problem (auch unter dem Namen Head of Nails, Magic Nails oder Nagelprobe) bekannte Rätsel. Es handelt sich um ein Vexier, das aufgrund seines verwendeten Materials auch gerne bei Richtfesten durch Zimmermänner demonstriert wird.

### Aufgabenstellung
In einem Brett ist ein normaler Nagel (vorzugsweise auch ein Zimmermannsnagel) einige Millimeter eingeschlagen. Nun besteht die Aufgabe darin, eine größere Anzahl weiterer Nägel oder auch eine möglichst maximale Anzahl von Nägeln so auf diesem einen Nagel anzubringen, dass diese weder den Boden noch das Brett, sondern ausschließlich die anderen Nägel berühren. Dies muss ohne Zuhilfenahme von anderen Gegenständen, wie etwa einem Magneten, erreicht werden. Des Weiteren dürfen die Nägel während des Balanceakts nicht von irgendeinem Körperteil berührt oder beeinflusst werden.

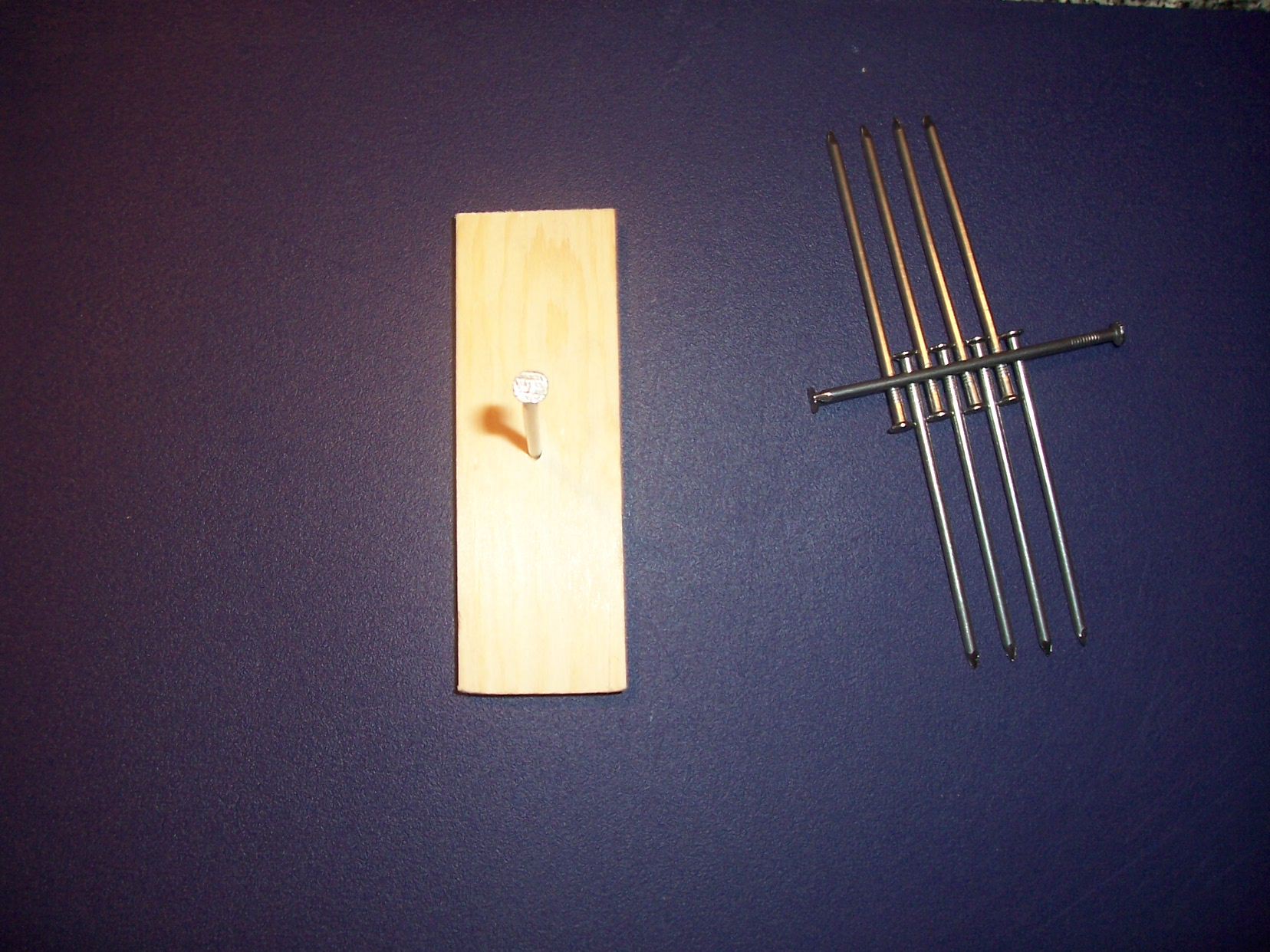
Lösungskonstruktion
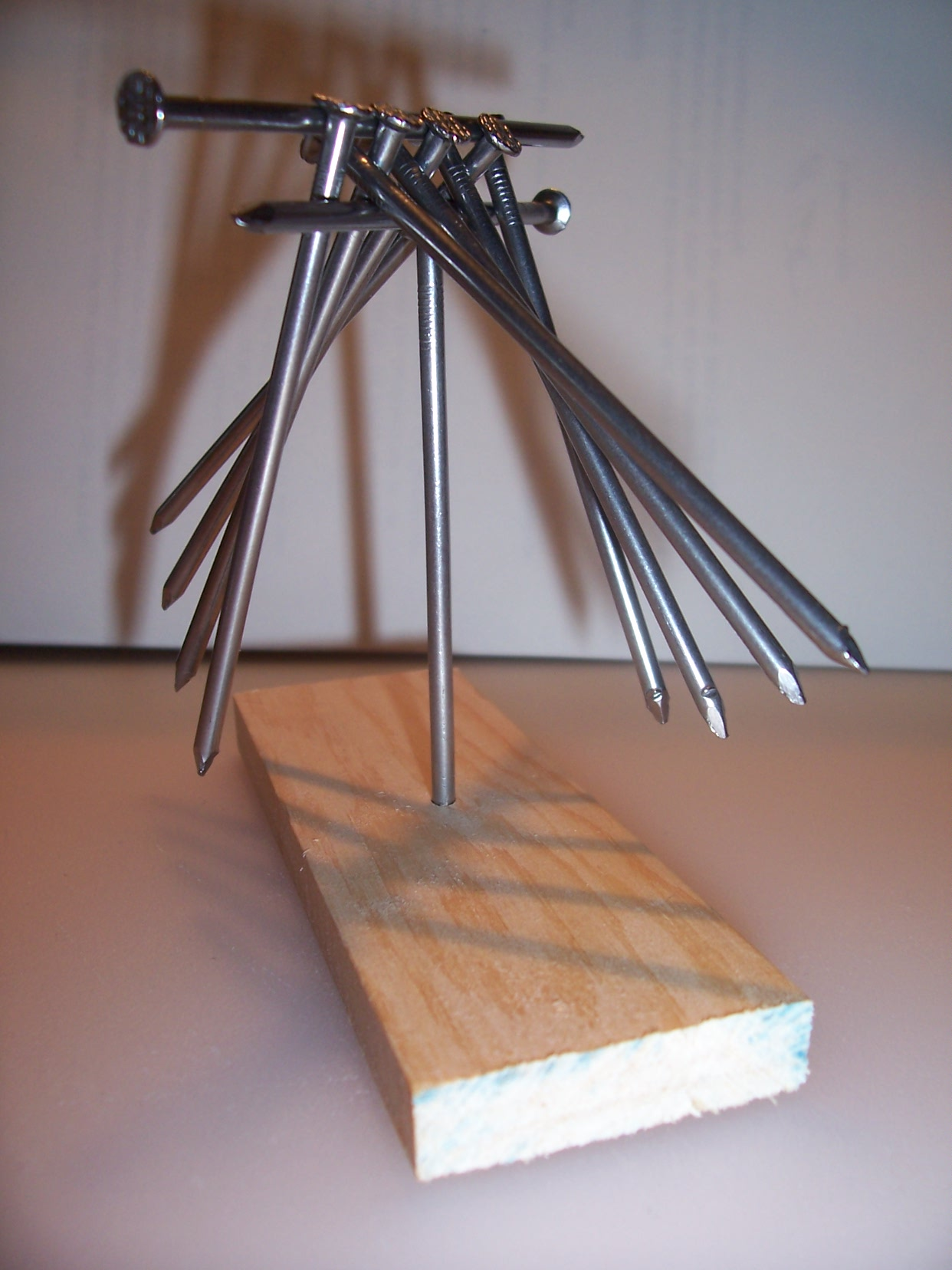
Lösung mit 10 Nägeln
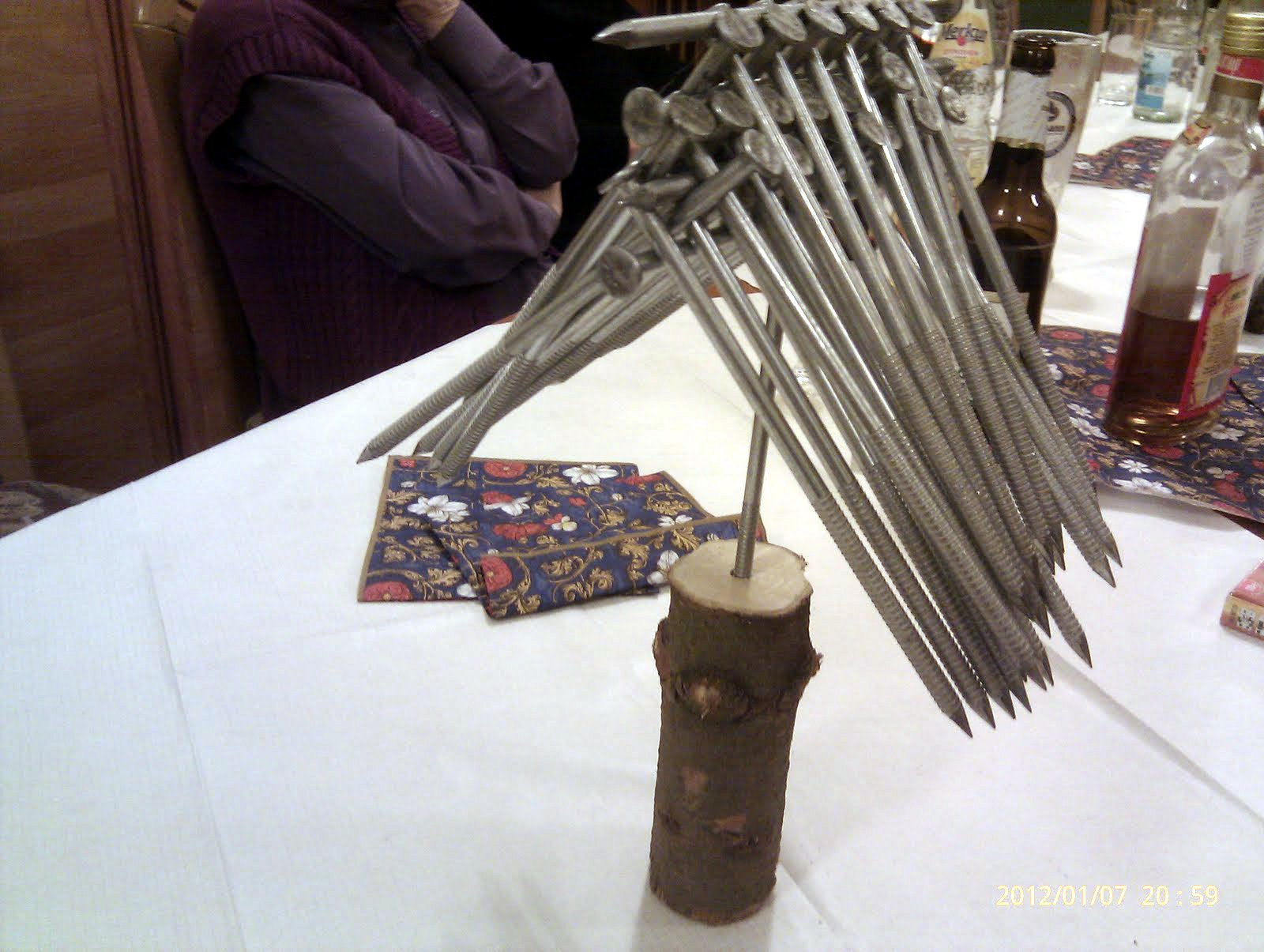
Lösung mit 50 Nägeln